# Conchy-sur-Canche
Conchy-sur-Canche är en kommun i departementet Pas-de-Calais i regionen Hauts-de-France i norra Frankrike. Kommunen ligger i kantonen Auxi-le-Château som tillhör arrondissementet Arras. År 2022 hade Conchy-sur-Canche 222 invånare.

## Befolkningsutveckling
Antalet invånare i kommunen Conchy-sur-Canche
| Referens: INSEE |